# Brachysira brebissonii
Brachysira brebissonii – gatunek okrzemek występujących w wodach płynących. Pierwszy raz opisany ze stanowiska w północnej Francji (Falaise).

## Morfologia
Zarys okryw zasadniczo łódeczkowaty, zmienny w niewielkim zakresie, rombowato-lancetowaty do eliptyczno-lancetowatego, z niemal zawsze tępo do szeroko zaokrąglonymi końcami. Jednokomórkowe osobniki o rozmiarach 12–45 μm długości i 4,5–8 μm szerokości. Prążki najczęściej składają się z dwóch do trzech długich rozciągniętych areol. Na odcinku 10 μm mieści się ich 24–27. Ustawienie prążków na całej powierzchni okrywy umiarkowanie promieniste, na końcach równoległe do lekko konwergentnego, na wierzchołkach tylko nieco gęściej rozstawione. Pole środkowe wyraźnie wyodrębnione, niemal zawsze zbliżone w kształcie do rombu, poprzecznie rozszerzone. Rafa nitkowata z wyraźnie zaznaczonymi porami środkowymi. 

## Ekologia
Okrzemki żyjące jako element fitobentosu. Gatunek występuje w umiarkowanie do silnie zakwaszonych kwasami humusowymi, dobrze zbuforowanych wodach, przy niskiej mineralizacji. Liczne populacje występują w krzemianowych strumieniach i wodach stojących w obszarach górskich, rzadko obserwowany na nizinach. Czasem spotykany w wodach słonawych. Dobry gatunek wskaźnikowy dla wód naturalnie kwaśnych, pozbawionych zakwaszenia antropogenicznego i podobnie jak większość innych przedstawicieli rodzaju jest wskaźnikiem wód oligotroficznych. W polskim wskaźniku okrzemkowym do oceny stanu rzek (IO) przypisano mu wartość wskaźnika trofii równą 1,1, a saprobii 1,0.

## Gatunki podobne
Najbardziej podobnym z wyglądu gatunkiem jest występująca rzadko w alpejskich wodach bogatych w wapń Brachysira calcicola Lange-Bertalot (z podgatunków calcicola oraz pfisteri), przy czym przedstawiciele tego gatunku  są wyraźnie drobniej prążkowani (32–34 prążki w 10 μm). Podobna jest także Brachysira intermedia lecz B. brebissonii odróżnia się od niej ze względu na bardziej tępo zaokrąglone, szersze, niewyciągnięte końce.